# 641 Аґнес
641 Аґнес (641 Agnes) — астероїд головного поясу, відкритий 8 вересня 1907 року Максом Вольфом у Гейдельберзі.